# Калвильо (град)
Калвильо е град в щата Агуаскалиентес, Мексико, административен център на община Калвильо. Населението на града е 18 271 души (2005).

## Население
18 271 (2005)
Расов състав:
- 83 % – бели
- 14 % – метисо
- 2 % – жълти
- 1 % – индианци